# Bazaria
Bazaria is een geslacht van vlinders van de familie snuitmotten (Pyralidae), uit de onderfamilie Phycitinae.

## Soorten
- B. expallidella Ragonot, 1887
- B. fulvofasciata Rothschild, 1915
- B. gilvella (Ragonot, 1887)
- B. leucochrella Herrich-Schäffer, 1852
- B. lixiviella (Erschoff, 1874)
- B. pempeliella Ragonot, 1893
- B. ruscinonella Ragonot, 1888
- B. sieversi (Christoph, 1877)
- B. turensis Ragonot, 1990
- B. venosella Asselbergs, 2009